# Ford LTD (Ameryka Północna)
Ford LTD – samochód osobowy klasy luksusowej, a następnie klasy wyższej produkowany pod amerykańską marką Ford w latach 1964–1986.

## Pierwsza generacja

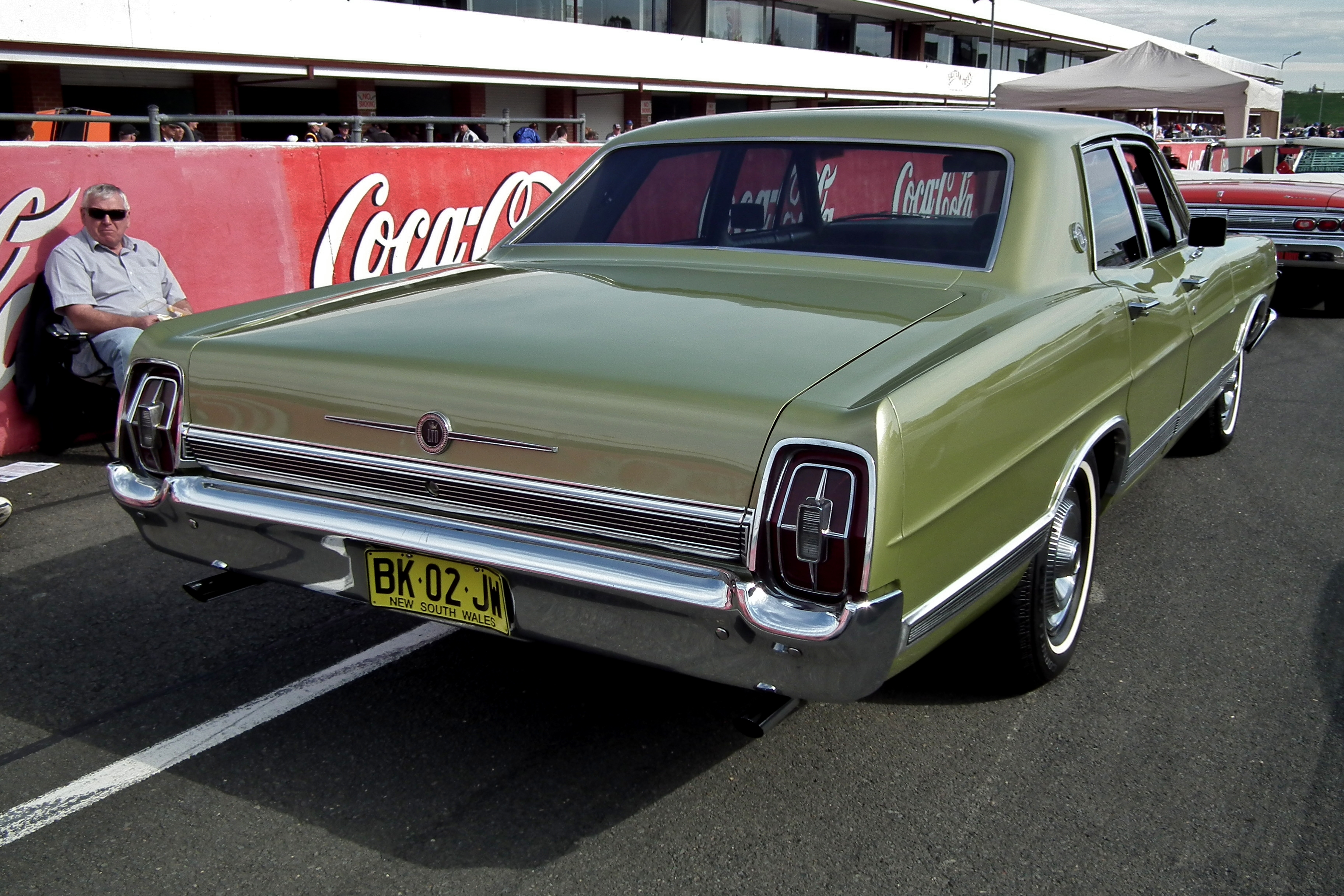
Ford LTD I - tył

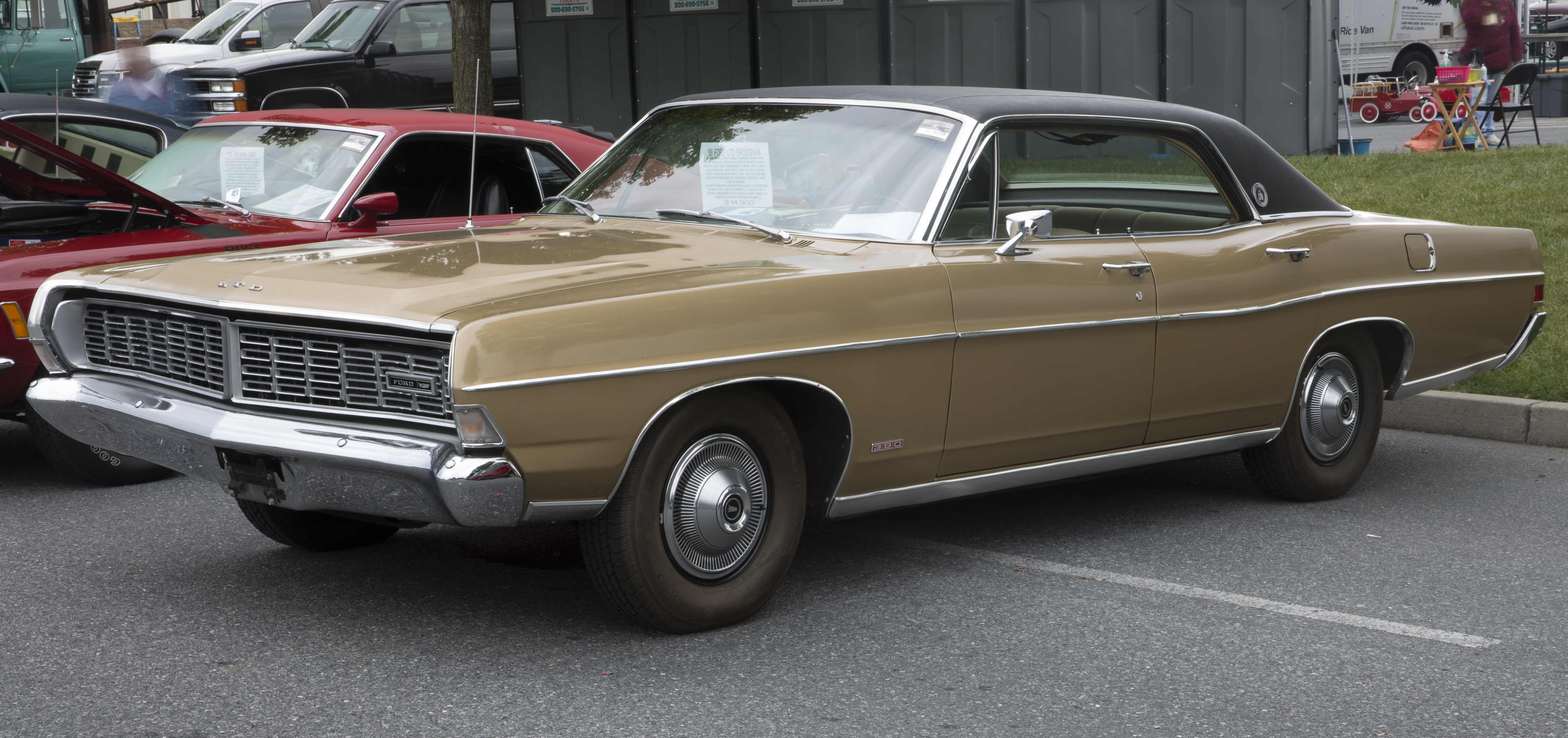
Ford LTD Brougham I

Ford LTD I został zaprezentowany po raz pierwszy w 1964 roku.
Model LTD uzupełnił w połowie lat 60. XX wieku północnoamerykańską ofertę Forda jako kolejny z rodziny pełnowymiarowych modeli tworzonych już przez Galaxie, Custom i Country Squire. Pierwsza generacja wyróżniała się, wzorem innych modeli z tych lat, podwójnymi pionowo położonymi reflektorami w okrągłych kloszach, a także dużą, chromowaną atrapą chłodnicy. Panele boczne zdobiło wyraźnie zaakcentowane przetłoczenie, a tylną część nadwozia zaokrąglone reflektory z chromowanymi ozdobnikami.

### LTD Brougham
Ofertę wersji wyposażeniowych uzupełniła w 1968 roku wersja LTD Brougham, która odróżniała się innym wyglądem pasa przedniego. Charakterystycznym elementem były chowane reflektory pod obudowami w takim samym wzorze, jak atrapa chłodnicy.

### Silniki
- V8 4.7l Windsor
- V8 4.9l Windsor
- V8 5.8l Thunderbird
- V8 6.4l Thunderbird
- V8 7.0l Cobra
- V8 7.0l Thunderbird

## Druga generacja

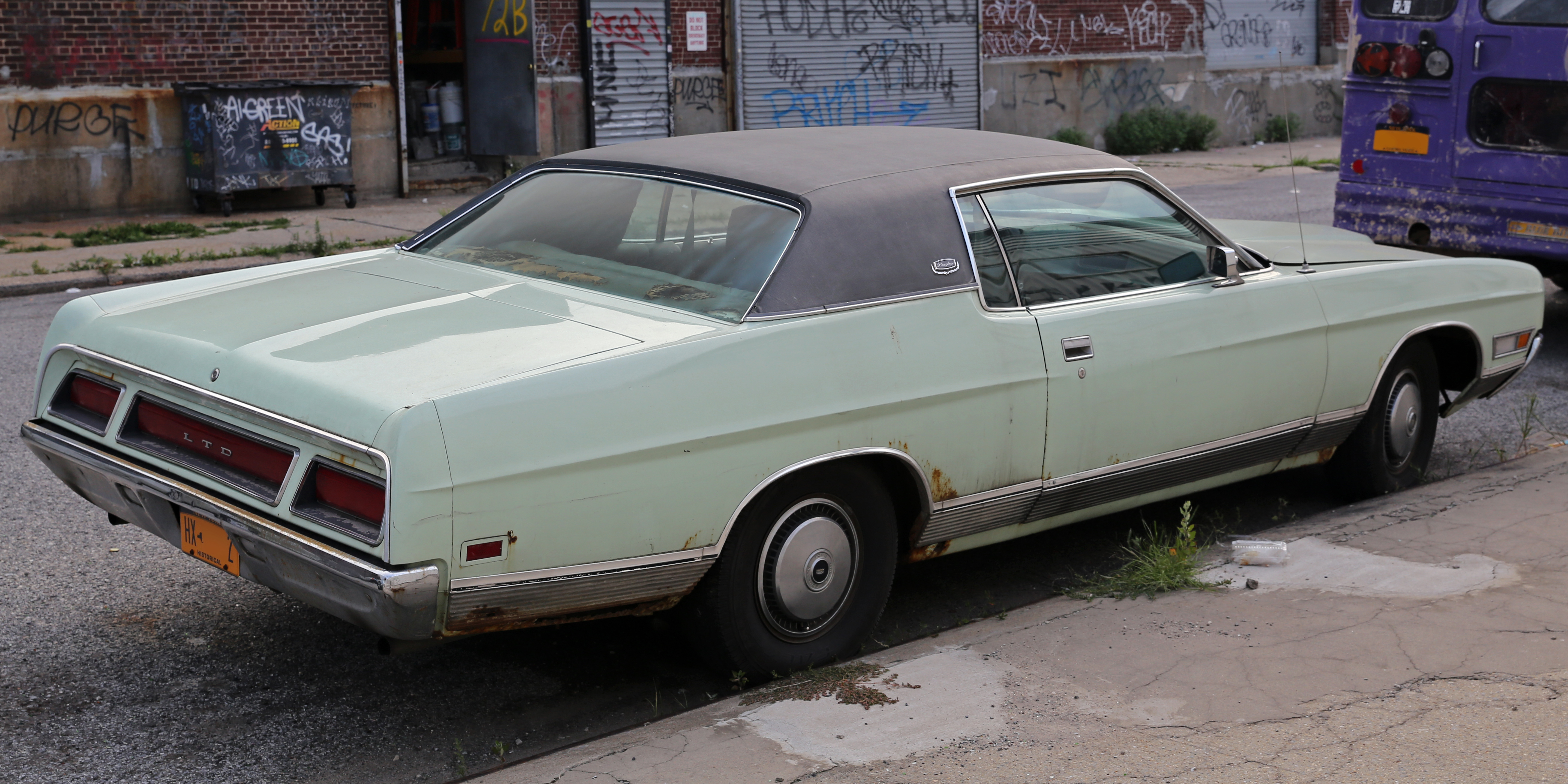
Ford LTD II - tył

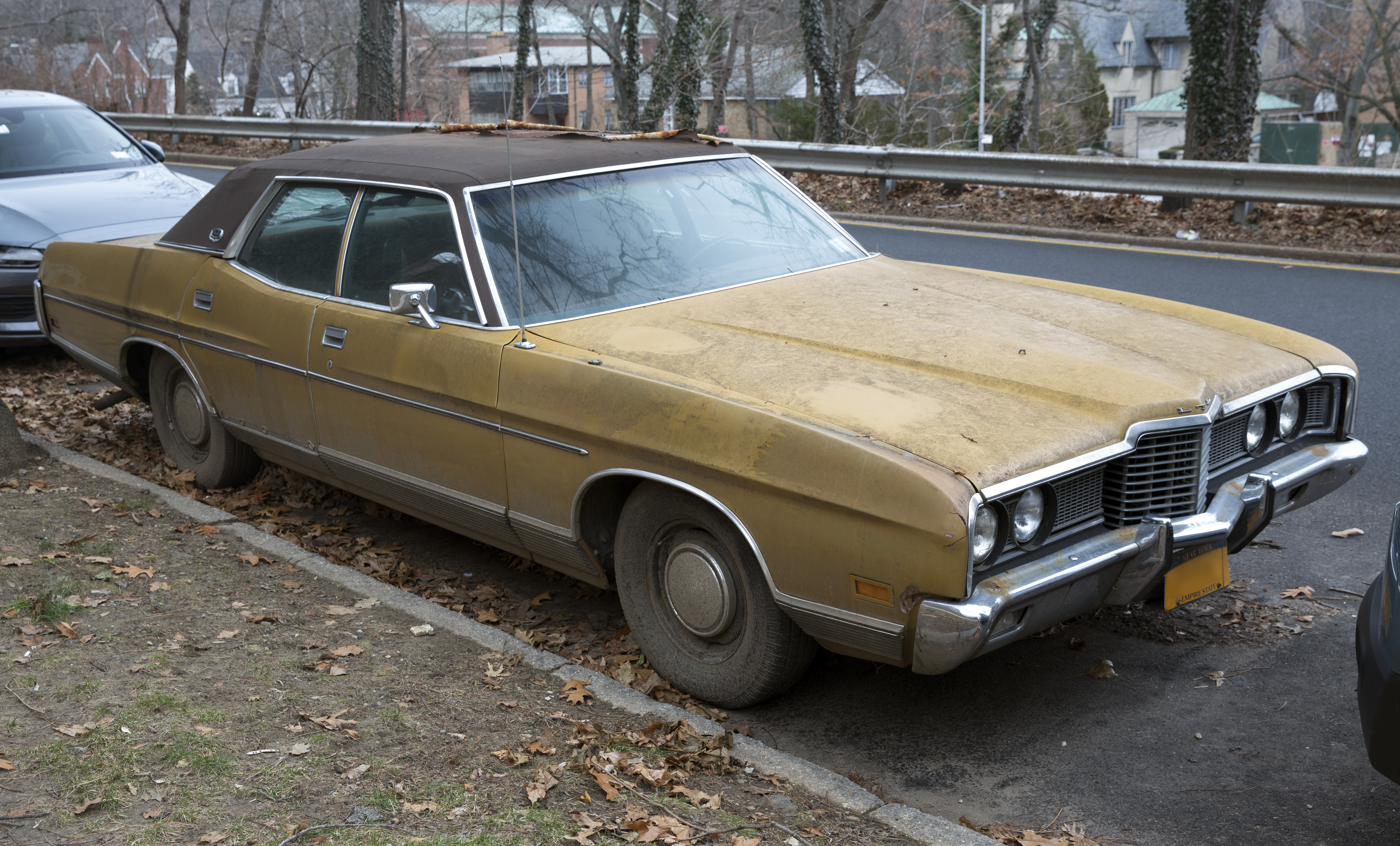
Ford LTD Brougham II

Ford LTD II został zaprezentowany po raz pierwszy w 1968 roku.
Druga generacja północnoamerykańskiego Forda LTD przeszła duże zmiany pod kątem stylistycznym i konstrukcyjnym. Samochód stał się wyraźnie większy od poprzednika, pozostając sztandarowym i największym modelem Forda w lokalnej ofercie. Przód wyróżniały wyraźnie zaznaczone błotniki oraz szpiczaste zakończenie maski, pod którym wkomponowano dużą atrapę chłodnicy. Ponadto Ford LTD II zyskał oble zaznaczone nadkola, a gama nadwoziowa była równie liczna, co w przypadku poprzednika.

### LTD Brougham
Podobnie jak w przypadku poprzednika, gama wersji wyposażeniowych LTD drugiej generacji została wzbogacona o luksusową, topową wersję LTD Brougham. Wyróżniała się ona ze strony wizualnej innym malowaniem nadwozia, a także chowanymi reflektorami.

### Silniki
- V8 4.9l Windsor
- V8 5.8l Cleveland
- V8 5.8l 351M
- V8 6.4l Thunderbird
- V8 6.6l 335
- V8 7.0l 385
- V8 7.5l 385

## Trzecia generacja

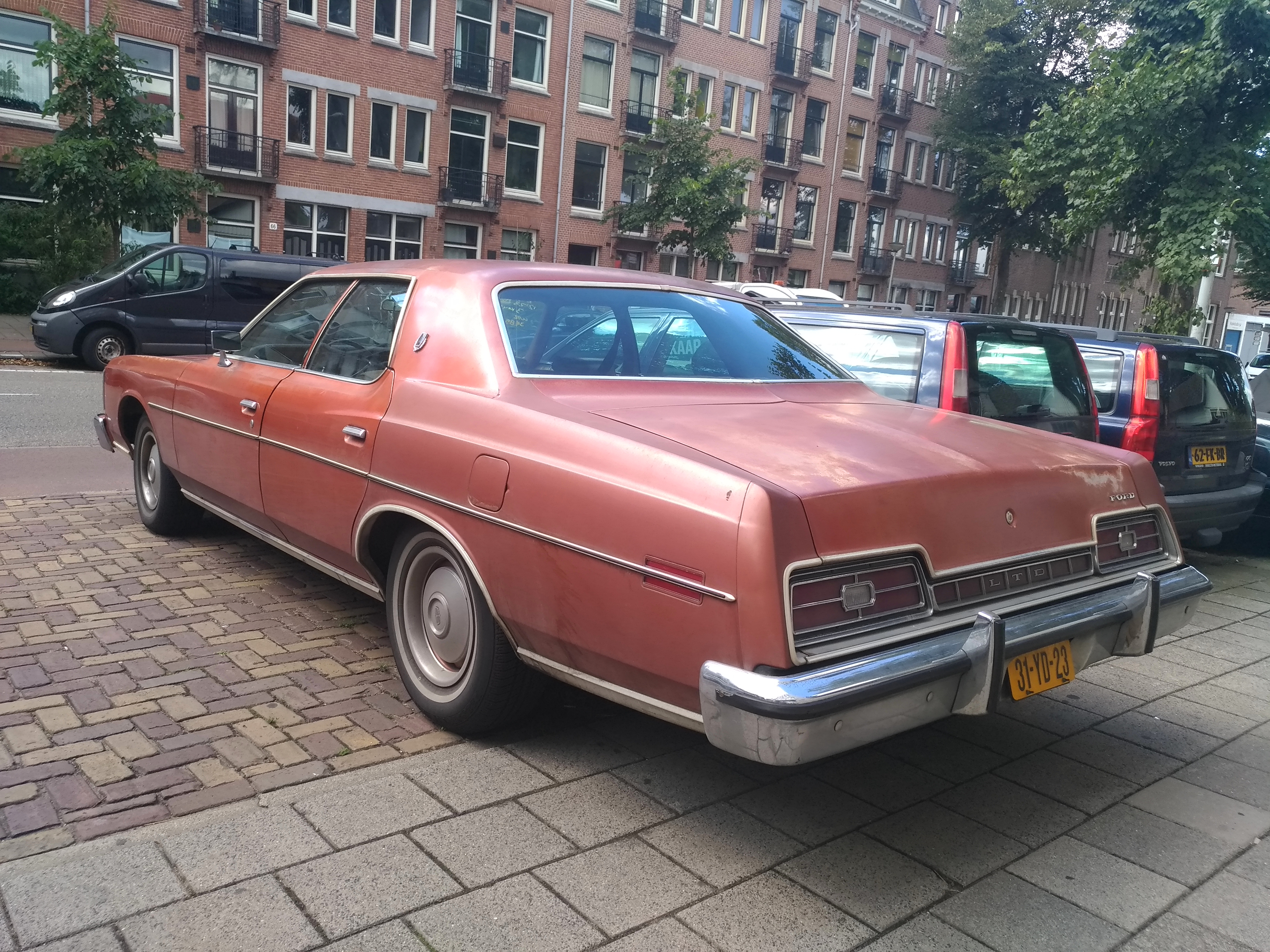
Ford LTD III - tył

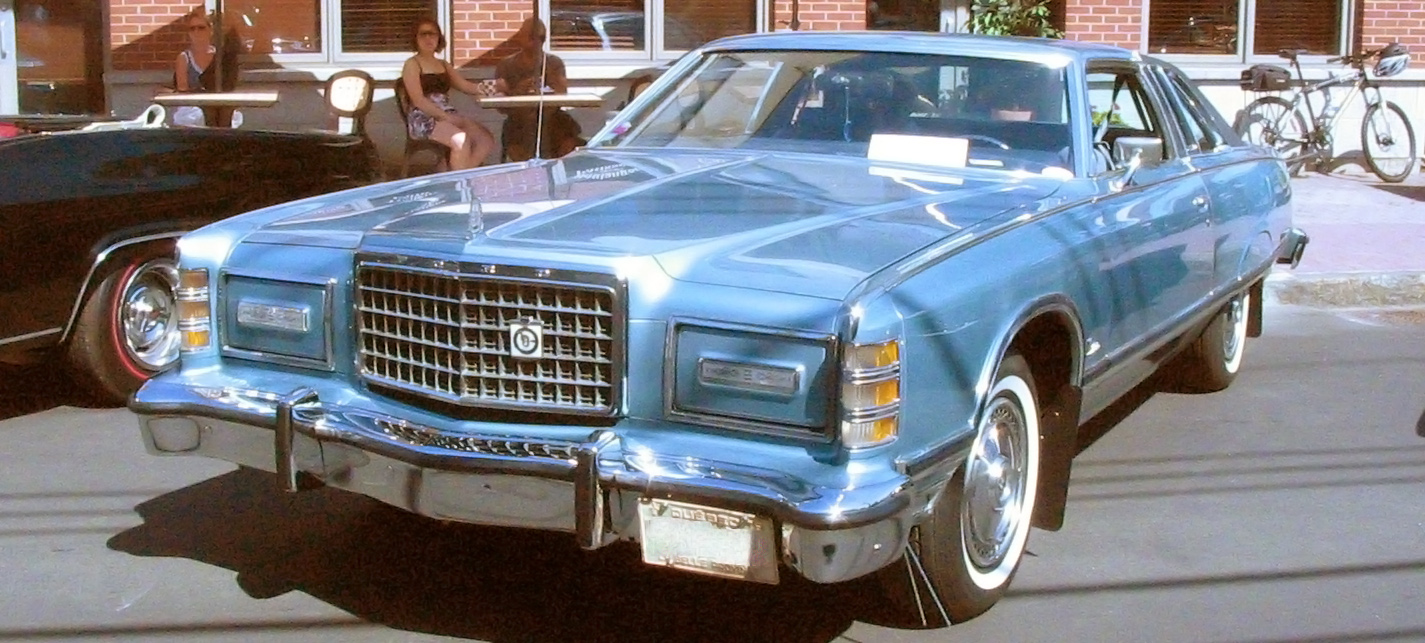
Ford LTD III Landau

Ford LTD III został zaprezentowany po raz pierwszy w 1972 roku.
W związku ze wprowadzeniem w Ameryce Północnej nowych przepisów pod kątem bezpieczeństwa, lokalni producenci samochodów byli zmuszeni wprowadzić modyfikacje w kształcie nadwozi poszczególnych samochodów z naciskiem na układ zderzaków. Ford wykorzystał tę okazję do gruntownej restylizacji LTD, w ramach której na rynek trafiła trzecia generacja modelu. Samochód bazował na technice poprzednika, jednak otrzymał zupełnie inaczej wyglądające nadwozie.
Przód zdobiły kierunkowskazy umieszczone na błotnikach, a także duże, podwójne reflektory umieszczone w prostokątnych kloszach. Z tyłu pojawiły się blisko rozstawione lampy z nowy wypełnieniem, a ponadto pojawiły się duże zmiany w gamie wersji specjalnych. Dotychczasowy model LTD Brougham został zastąpiony przez nową luksusową odmianę LTD Landau.

### Silniki
- V8 4.9l Windsor
- V8 5.8l Cleveland
- V8 5.8l 351M
- V8 6.4l Thunderbird
- V8 6.6l 335
- V8 7.0l 385
- V8 7.5l 385

## Czwarta generacja

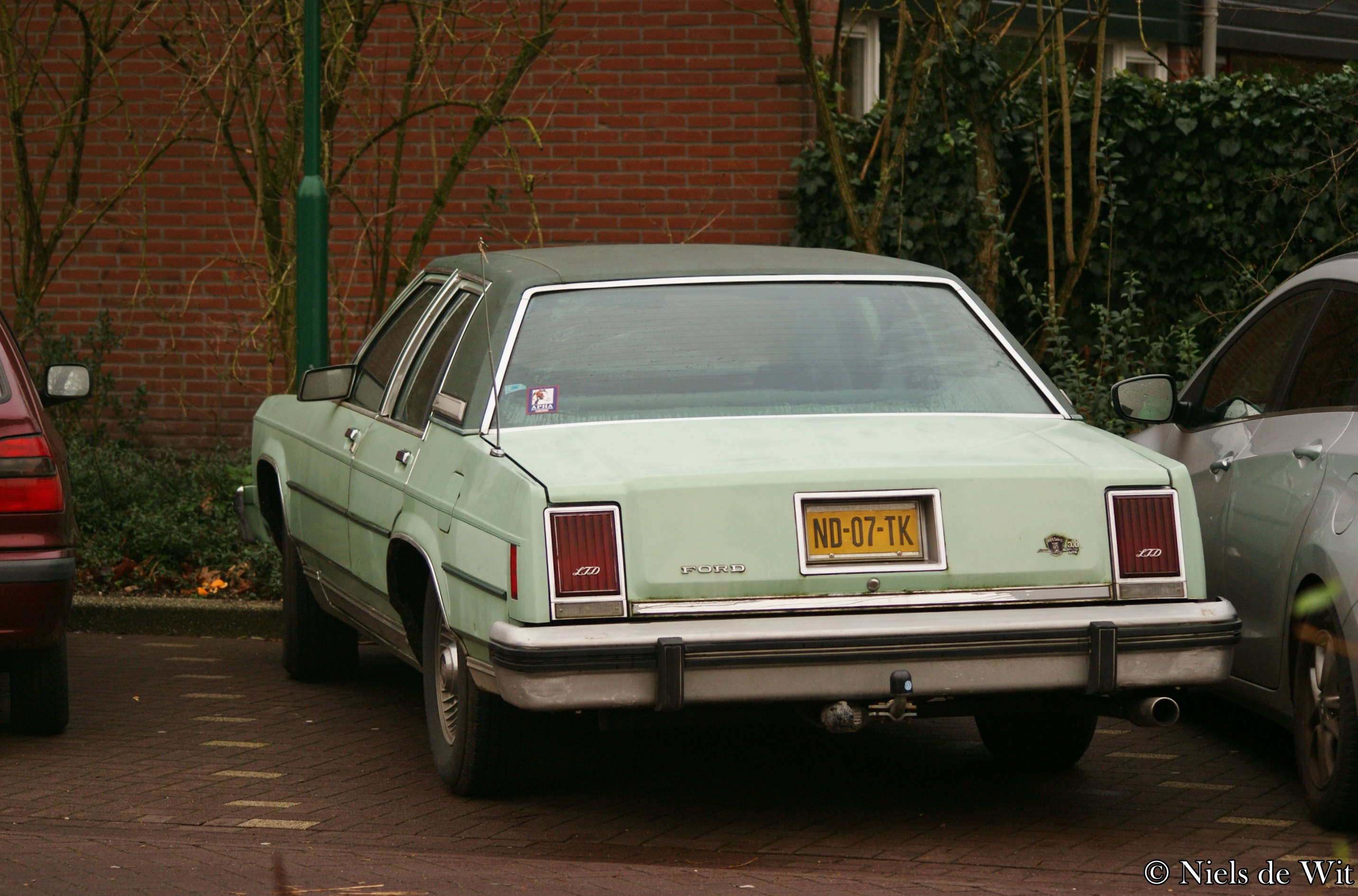
Ford LTD IV - tył

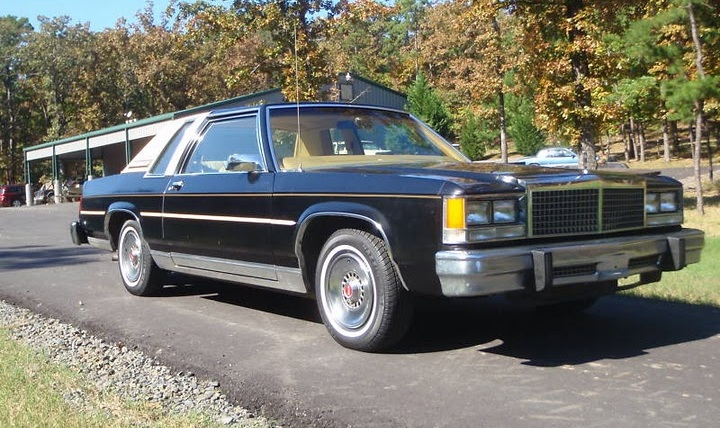
Ford LTD IV Coupe

Ford LTD IV został zaprezentowany po raz pierwszy w 1978 roku.
Czwarta generacja LTD powstała według zupełnie nowej koncepcji na platformie Ford Panther. Samochód nabrał mniej awangardowych, a bardziej stonowanych, kanciastych proporcji. Nadwozie zdobiła duża, chromowana atrapa chłodnicy w motywie kraty, a także prostokątne reflektory z wąskimi, pomarańczowymi paskami kierunkowskazów. Tylną część nadwozia zdobiły z kolei wąskie, prostokątne lampy z czerwonym wypełnieniem, a opcjonalnie samochód mógł być wyposażony w dwukolorowe malowanie nadwozia.

### Silniki
- V8 4.2l Windsor
- V8 4.9l Windsor
- V8 5.8l Windsor

## Piąta generacja

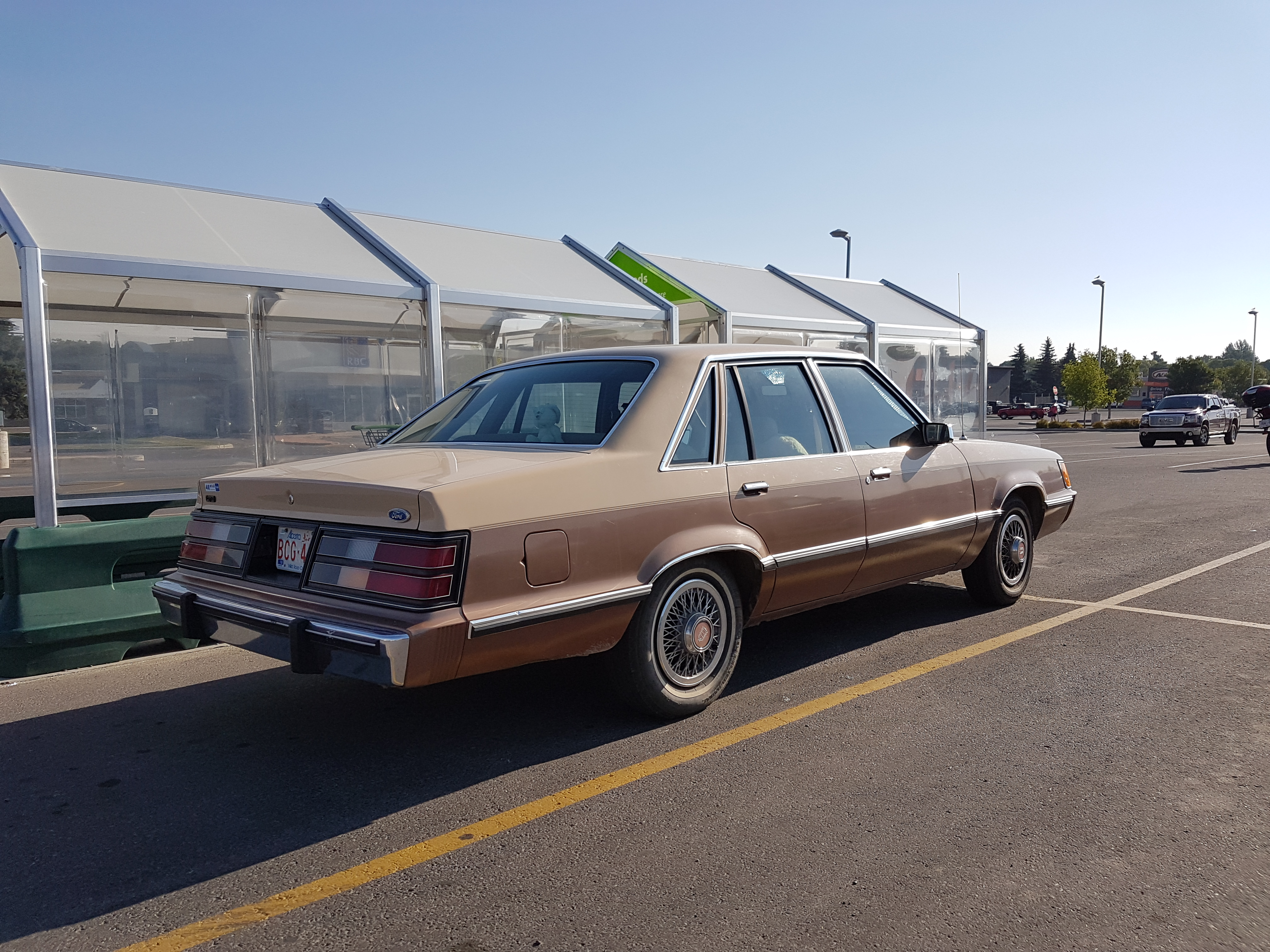
Ford LTD V - tył

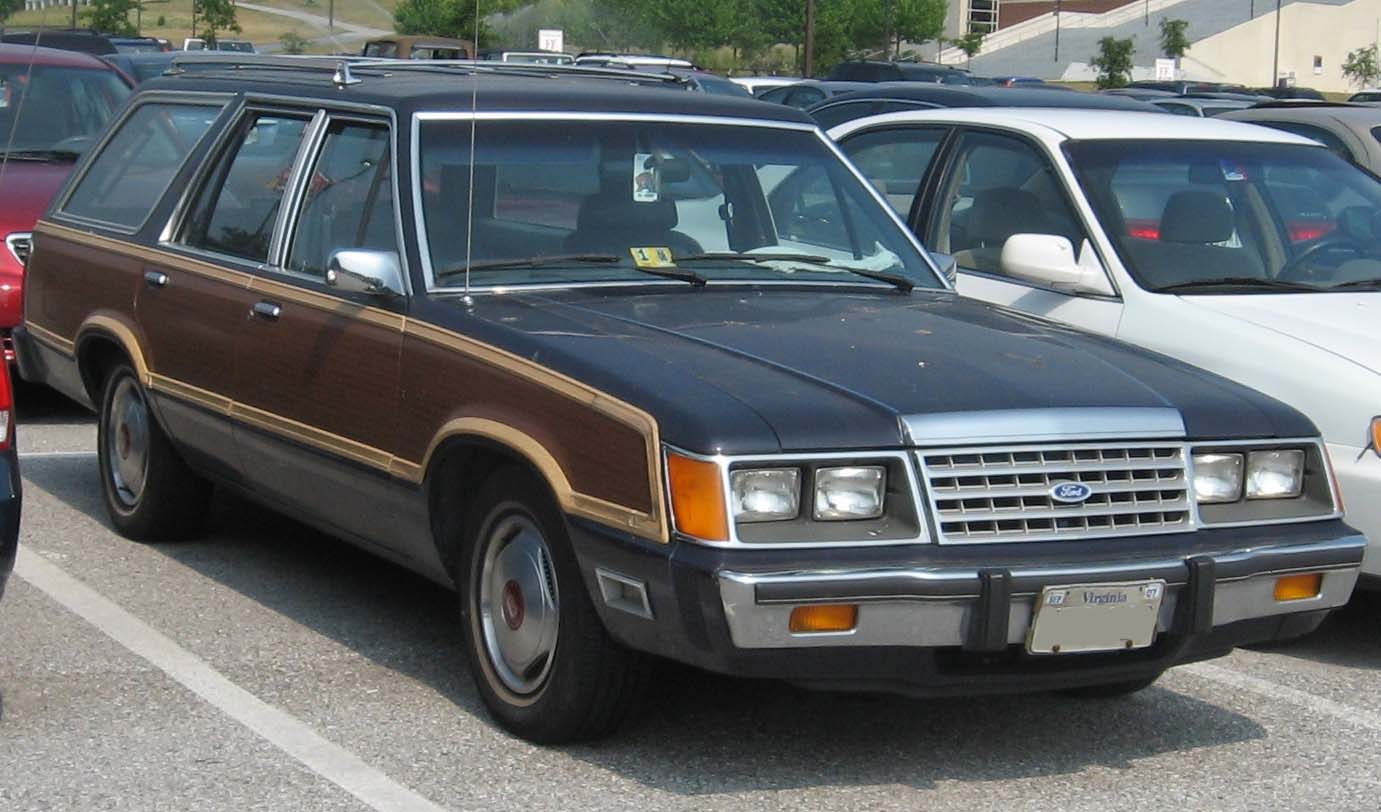
Ford LTD V Kombi

Ford LTD V został zaprezentowany po raz pierwszy w 1982 roku.
Przedstawiony w 1982 roku Ford LTD powstał według zupełnie innej koncepcji, niż dotychczas oferowane warianty. Jako że czwartą, pełnowymiarową generację zastąpił nowy model LTD Crown Victoria, piąte wcielenie LTD stało się mniejsze. Oparty na nowej platformie Ford Fox samochód był odtąd modelem klasy wyższej, wyróżniając się nowym kierunkiem stylistycznym. Przód zdobiły prostokątne reflektory, które tworzyły cztery niezależne klosze, a zarówno przedni pas, jak i tylny zostały charakterystycznie ścięte pod kątem.

### Koniec produkcji i następca
Trwająca 4 lata produkcja piątej generacji Forda LTD zakończyła się w 1986 roku, kiedy to Ford zdecydował się zastąpić go zupełnie nowym modelem Taurus.

### Silniki
- L4 2.3l Lima
- L6 3.3l Thriftpower
- V6 3.8l Essex
- V8 4.9l Windsor